# Julieta Nair Calvo
Julieta Nair Calvo (Quilmes, provincia de Buenos Aires; 30 de noviembre de 1988) es una actriz, cantante y presentadora argentina. 
Conocida principalmente por su participación en la versión argentina del programa infantil PlayGround, de Disney Junior, y por su actuación en la telenovela de 2017 Las Estrellas, de Canal 13.

## Carrera
Aunque su carrera como actriz se destaca por su trabajo en el medio televisivo, su debut actoral audiovisual técnicamente ocurrió en el mundo del cine. Sin alcanzar los diez años de edad, hizo un breve rol secundario en Un argentino en New York, film argentino de 1998. En 2003 formó parte del reality show Generación Pop, emitido por El Trece y producido por Reina Reech. Al ser una de las ganadoras formó parte del grupo musical Scratch 8 con el cual lanzó un disco musical y dieron presentaciones en vivo en el Luna Park. Ese año debutó como modelo publicitaria.
En 2004 formó parte de la obra Princesas de un cuento, siendo esta su primera actuación profesional en el teatro, luego le siguieron actuaciones en distintos musicales infantiles y distintas obras de teatro como A puertas cerradas o Juguetes rotos.
Entre 2009 y 2010 fue seleccionada por Cris Morena para que condujera los Bonus Track de Casi ángeles debutando así como conductora. Gracias a este rol, en 2010 es convocada nuevamente por Cris Morena y Ariel Del Mastro para que formara parte del musical Despertar de primavera, el cual le dio bastante reconocimiento. Tras finalizar la obra, el elenco (con ayuda de Cris Morena), sacó un disco con las canciones de la obra y se presentaron en forma de concierto.
En 2011, obtiene un papel en el musical La novicia rebelde, en el cual compartió escenario con Ángela Torres, Fernando Dente, Walter Bruno, Diego Ramos y Paula Reca, y ese mismo año es protagonista de un episodio del unitario Vindica, emitido por el canal de televisión América. Al año siguiente, (2012), es parte del elenco del musical Mamma Mía!, en una función fue una de las protagonistas tras tener que reemplazar a Paula Reca.
En 2013 debuta como conductora infantil , junto a Juan Alejandro Macedonio, de la versión argentina del programa infantil PlayGround. En 2015 el programa es llevado al teatro con la obra PlayGround en vivo. Con esta serie infantil salto a la fama e incluso saco varios discos musicales con las canciones de la serie.
En 2014, tiene una participación en Junior Express interpretando a Lady Pink, en el capítulo llamado del mismo nombre que su personaje. En 2016, vuelve a interpretar a dicho personaje en el capítulo El regreso de Lady Pink, donde además interpreta junto a Diego Topa la canción "Dentro de tu corazón".
En 2015 y 2016 es parte de la obra Ni con perros Ni con chicos, su actuación en dicha obra le valió un premio ACE como actriz revelación. Al año siguiente (2017) interpreta a Paula en la segunda temporada de la serie juvenil internacional Soy luna, emitida por Disney Channel. 
Entre 2017 y 2018, forma parte del elenco coprotagónico de la serie Las Estrellas, emitida por El Trece y producida por Pol-Ka, interpretando a la ayudante de cocina Jazmín del Río, una joven que se enamora del personaje de Violeta Urtizberea. Con este papel, Calvo comenzó a tener una mayor repercusión del público, marcando el final de su faceta infantil.
En 2018 forma parte del elenco del musical Aladino, será genial, junto a Fernando Dente (con quien ya había trabajado en los musicales La novicia rebelde y Despertar de primavera), Darío Barassi, Carlos Belloso y Carolina Kopelioff (con quien ya había trabajado en Soy luna), dirigidos por el director Ariel del Mastro. Ese año además formó parte de las ficciones producidas por Pol-ka El lobista y Mi hermano es un clon.
En 2020, formó parte de la tira diaria Separadas, emitida por El Trece, producida por Pol-ka y protagonizada por Celeste Cid, Marcela Kloosterboer, Agustina Cherri, Mónica Antonopulos, Gimena Accardi y Julieta Zylberberg.

## Filmografía

### Cine
| Año  | Título                             | Papel                | Notas                       |
| ---- | ---------------------------------- | -------------------- | --------------------------- |
| 1998 | Un argentino en New York           | Mariana              |                             |
| 2022 | El Gato con Botas: el último deseo | Ricitos de Oro (voz) | Doblaje para América Latina |

### Televisión
| Año        | Título                    | Papel           | Notas                                             |
| ---------- | ------------------------- | --------------- | ------------------------------------------------- |
| 2003       | Generación pop            | Participante    | Ganadora                                          |
| 2007-2008  | Amas de casa desesperadas | Julia Mayer     |                                                   |
| 2009-2010  | Team Angels               | Conductora      | Segmento de Casi ángeles                          |
| 2011       | Vindica                   | Natalia         | Episodio: «Las pastillas del abuelo»              |
| 2012       | Proyecto aluvión          | Isabella        | Episodio: «El parquet»                            |
| 2013-2017  | Playground                | Animadora       |                                                   |
| 2014, 2016 | Junior Express            | Lady Pink       | Episodios: «Lady Pink», «El regreso de Lady Pink» |
| 2017       | Soy Luna                  | Paula Ruiz      |                                                   |
| 2017-2018  | Las Estrellas             | Jazmín del Río  |                                                   |
| 2018       | El lobista                | Lourdes Inzillo |                                                   |
| 2018-2019  | Mi hermano es un clon     | Renata Fuentes  |                                                   |
| 2019       | El host                   | Julia Linares   |                                                   |
| 2020       | Separadas                 | Inés Fernández  |                                                   |
| 2021       | Showmatch, la academia    | Participante    | Abandono voluntario                               |
| 2021       | Pequeñas Victorias        | Delfina         | Episodio: «Fuiste»                                |
| 2022       | Dos 20                    | Gabriela        | Episodio: «División de bienes»                    |

## Teatro
| Año       | Título                       | Papel             | Dirección                       |
| --------- | ---------------------------- | ----------------- | ------------------------------- |
| 2003      | Scratch 8                    | Julieta           | Reina Reech                     |
| 2004-2005 | Plenilunio                   |                   | Débora Warren                   |
| 2005      | Princesas de cuentos         |                   | Débora Warren                   |
| 2005      | Locos de contento            |                   | Débora Warren                   |
| 2006      | A puertas cerradas           |                   | David Monterrey                 |
| 2007      | Juguetes rotos               |                   | Reina Reech                     |
| 2010      | Despertar de primavera       | Thea              | Cris Morena                     |
| 2011      | La novicia rebelde           | Liesl von Trapp   | Jonathan Butterell              |
| 2012      | Mamma mía!                   | Ensamble / Sophie | Benny Andersson y Björn Ulvaeus |
| 2015-2017 | Playground en vivo           | Animadora         | Ariel Del Mastro                |
| 2015      | Ni con perros, ni con chicos | Andrea            | Javier Daulte                   |
| 2018      | A dos tumbas de distancia    |                   | Josefina Pieres                 |
| 2018-2019 | Aladín, será genial          | Jazmín            | Ariel del Mastro                |
| 2022      | Piel de Judas                | Pauline           | Gustavo Yankelevich             |
| 2023-2024 | Tootsie                      | Julia             | Mariano Demaría                 |

## Premios y nominaciones
| Año  | Organización                  | Categoría                               | Trabajo                            | Resultado | Ref(s) |
| ---- | ----------------------------- | --------------------------------------- | ---------------------------------- | --------- | ------ |
| 2016 | Premios ACE                   | Revelación femenina                     | Ni con perros, ni con chicos       | Ganadora  | [ 7 ]  |
| 2016 | Premios Hugo                  | Mejor actriz de reparto                 | Ni con perros, ni con chicos       | Nominada  | [ 8 ]  |
| 2017 | Fans Awards                   | Puro talento                            | Ella misma                         | Nominada  | [ 9 ]  |
| 2018 | Premios Martín Fierro         | Mejor actriz de reparto                 | Las Estrellas                      | Nominada  | [ 10 ] |
| 2018 | Premios Hugo                  | Mejor actriz en infantil/juvenil        | Aladín, será genial                | Nominada  | [ 11 ] |
| 2018 | Premios Los Más Clickeados    | Famosos con más popularidad en internet | Ella misma                         | Ganadora  | [ 12 ] |
| 2018 | Premios Martín Fierro Digital | Más interactivo en Instagram            | Ella misma                         | Ganadora  | [ 13 ] |
| 2019 | Premios Martín Fierro         | Mejor actriz de reparto                 | Mi hermano es un clon / El lobista | Nominada  | [ 14 ] |